# Anella vaginal
L'anella vaginal o Nuvaring® és un mètode hormonal de contracepció femenina. Consisteix en una anella flexible que la mateixa dona es pot col·locar dins de la vagina i que allibera de forma continuada les mateixes hormones femenines que la píndola anticonceptiva, però en dosis ultrabaixes. El tractament dura quatre setmanes: durant les tres primeres es porta col·locada l'anella i al final de la tercera setmana es treu, de forma que es descansa durant la quarta setmana. Aquest mètode no evita les infeccions de transmissió sexual.
L'eficàcia contraceptiva de l'anella vaginal és molt alta, no inferior a la de la píndola. A més, amb l'anella vaginal hi ha menys possibilitats d'oblits que amb les píndoles, i tampoc no hi influeixen els vòmits o les diarrees.

## Descripció
Es tracta d'una anella de plàstic flexible i transparent de 54 mm de diàmetre que la dona es col·loca a la vagina el primer dia de regla i s'hi deixa durant tres setmanes justes. Després s'extreu i és quan et baixa la regla. S'empra una anella diferent per a cada mes o cicle menstrual. Els seus components són etonogestrel i etinilestradiol. Cada dia deixa anar la dosi necessària d'aquestes hormones dins la vagina.

## Ús
La col·locació i la retirada de l'anella vaginal són molt senzilles. En principi cal posar-la en l'interval del primer al cinquè dia de la regla, i s'hi ha de deixar tres setmanes seguides ininterrompudament. Després d'aquestes tres setmanes es retira l'anell el mateix dia de la setmana (per exemple, un dilluns) que es va posar i deixar passar una setmana. Durant aquesta setmana de descans es produeix un sangrat o falsa menstruació. Com ocorre amb la píndola i altres sistemes hormonals, en realitat no és obligatori començar del primer al cinquè dia de la regla, però aleshores cal saber que el primer mes encara no serà eficaç.

## Dubtes freqüents

### Puc tenir relacions sexuals amb l'anella?
L'anella vaginal no es nota un cop posada a la vagina. No és necessari de treure-la per a tenir relacions sexuals, ni tan sols amb penetració vaginal, puix que no surt, ni molesta ni ningú no la nota.

### Què passa si surt?
Si és expulsada o retirada durant menys de tres hores, la qual cosa pot ocórrer accidentalment, per exemple, en cas de restrenyiment, sols cal rentar-la amb aigua i sabó i tornar-la a posar de seguida. Ara, si està més de tres hores fora de lloc (al cap de tres setmanes que d'haver-se posat) cal sol·licitar la contracepció d'emergència.